# Mahieddine Meftah
Pour les articles homonymes, voir Meftah (homonymie).
Mahieddine Meftah, né le 25 septembre 1968 à Tizi Ouzou en Kabylie (Algérie), surnommé Tchico, est un footballeur international algérien.
Il compte 77 sélections en équipe nationale entre 1989 et 2002.

## Biographie
Mahieddine Meftah connaît sa première sélection en équipe nationale A d'Algérie le 31 décembre 1989 face au Sénégal à Dakar ( 0-0 ). Il devient l'un des piliers de la sélection durant les années 1990 avec qui il participe à toutes les CAN de 1990 à 2002 (sauf 1994, où l'Algérie était disqualifiée), et gagne l'édition 1990. Il fait partie des joueurs les plus capés en EN d'Algérie avec 77 sélections, et le record du nombre de participation d'un algérien à la CAN avec Rabah Madjer.
Formé à l'ARB Tizi-Ouzou en cadets, il rejoint les voisins de la Jeunesse sportive de Kabylie en 1987. Au sein du club kabyle il gagne trois titres de champions d'Algérie, deux Coupes d'Algérie, une Coupe d'Afrique des champions, et une Coupe d'Afrique des vainqueurs de coupes. Il signe à l'USM Alger en juin 1996, où il enrichit son palmarès et y finit dignement sa carrière, faisant de lui le joueur de football le plus titré d'Algérie.
- International algérien de 1989 à 2002
- Premier match le 31/12/1989 :  Sénégal - Algérie (0-0)
- Dernier match le 28/1/2002 :  Mali - Algérie (2-0)
- Nombre de matchs joués : 77  (plus 8 matchs d'application)
- Nombre de buts marqués : 4
- Participation à 5 Coupes d'Afrique des Nations (1990, 1996, 1998, 2000, 2002)

## Ses sélections en Équipe d'Algérie
- Participation à 5 Coupes d'Afrique des Nations (1990, 1996, 1998, 2000, 2002)

## En sélection nationale
| Saison                | Sélection             | Phases finales        | Phases finales | Phases finales | Éliminatoires CDM | Éliminatoires CDM | Éliminatoires CAN | Éliminatoires CAN | Jeux afro-asiatique | Jeux afro-asiatique | Matchs amicaux | Matchs amicaux | Total | Total |
| Saison                | Sélection             | Compétition           | M              | B              | M                 | B                 | M                 | B                 | M                   | B                   | M              | B              | M     | B     |
| --------------------- | --------------------- | --------------------- | -------------- | -------------- | ----------------- | ----------------- | ----------------- | ----------------- | ------------------- | ------------------- | -------------- | -------------- | ----- | ----- |
| 1989-1990             | Algérie               | CAN 1990              | 2              | 0              | -                 | -                 | -                 | -                 | -                   | -                   | 3              | 0              | 5     | 0     |
| 1990-1991             | Algérie               | -                     | -              | -              | -                 | -                 | -                 | -                 | -                   | -                   | 3              | 0              | 3     | 0     |
| 1991-1992             | Algérie               | CAN 1992              | -              | -              | -                 | -                 | -                 | -                 | 1                   | 1                   | 2              | 0              | 3     | 1     |
| 1992-1993             | Algérie               | -                     | -              | -              | 4                 | 0                 | 7                 | 1                 | -                   | -                   | 3              | 0              | 14    | 1     |
| 1993-1994             | Algérie               | -                     | -              | -              | -                 | -                 | -                 | -                 | -                   | -                   | -              | -              | 0     | 0     |
| 1994-1995             | Algérie               | -                     | -              | -              | -                 | -                 | 6                 | 0                 | -                   | -                   | 2              | 0              | 8     | 0     |
| 1995-1996             | Algérie               | CAN 1996              | 4              | 0              | -                 | -                 | -                 | -                 | -                   | -                   | 3              | 1              | 7     | 1     |
| 1996-1997             | Algérie               | -                     | -              | -              | -                 | -                 | 5                 | 0                 | -                   | -                   | 1              | 0              | 6     | 0     |
| 1997-1998             | Algérie               | CAN 1998              | 3              | 0              | -                 | -                 | -                 | -                 | -                   | -                   | 1              | 0              | 4     | 0     |
| 1998-1999             | Algérie               | -                     | -              | -              | -                 | -                 | 3                 | 0                 | -                   | -                   | -              | -              | 3     | 0     |
| 1999-2000             | Algérie               | CAN 2000              | 4              | 0              | 3                 | 0                 | -                 | -                 | -                   | -                   | 4              | 0              | 11    | 0     |
| 2000-2001             | Algérie               | -                     | -              | -              | 1                 | 0                 | 4                 | 0                 | -                   | -                   | 2              | 1              | 7     | 1     |
| 2001-2002             | Algérie               | CAN 2002              | 3              | 0              | -                 | -                 | -                 | -                 | -                   | -                   | 3              | 0              | 6     | 0     |
| Total sur la carrière | Total sur la carrière | Total sur la carrière | 16             | 0              | 8                 | 0                 | 25                | 1                 | 1                   | 1                   | 27             | 2              | 77    | 4     |

## Palmarès
| Equipes                           | Sélection d'Algérie                                                                                              | JS Kabylie | USM Alger | Total |
| Titres et exploits nationaux      | - Recordman du nombre de sélections avec 107 sélections avec l'équipe nationale d'Algérie (au 1er janvier 2006), | - Championnat d'Algérie (3) - Champion en 1989, 1990 et 1995 - Vice-Champion en 1994 - Coupe d'Algérie (2) - Vainqueur en 1992 et 1994 - Finaliste en 1991 - Supercoupe d'Algérie (1) - Vainqueur en 1992 | - Championnat d'Algérie (3) - Champion en 2002, 2003 et 2005 - Vice-Champion en 2004 et 2006 - Coupe d'Algérie (5) - Vainqueur en 1997, 1999, 2001, 2003 et 2004 - Finaliste en 2006 | - Championnat d'Algérie (6) - Coupe d'Algérie (7) - Supercoupe d'Algérie (1)                                                                               |
| Titres et exploits internationaux | - Coupe d'Afrique des Nations (1) - Vainqueur en 1990 - Coupe Afro-Asiatique des Nations (1) - Vainqueur en 1991 | - Ligue des Champions de la CAF (1) - Vainqueur en 1990 - Coupe d'Afrique des Vainqueurs de Coupe (1) - Vainqueur en 1995                                                                                 | - Ligue des Champions de la CAF - Demi-finaliste en 1997 et 2003 | - Coupe d'Afrique des Nations (1) - Coupe Afro-Asiatique des Nations (1) - Ligue des Champions de la CAF (1) - Coupe d'Afrique des Vainqueurs de Coupe (1) |
| Total                             | 2 | 8 | 8 | 18 |